# Golf Vlaanderen
Golf Vlaanderen is de officiële federatie voor golfclubs in het Belgische Vlaanderen. Het was in 2001 opgericht als de Vlaamse Vereniging voor Golf (VVG), maar onderging in 2017 een rebranding naar de huidige naam. Anno 2025 beheert de federatie een netwerk van 55 golfclubs en 9 indoorcentra.